# État d'Imo
Pour les articles homonymes, voir Imo.
Imo est un État du sud-est du Nigeria bordé au nord par l'État d'Anambra, l'État de Rivers à l'est et au sud et l'État d'Abia à l'ouest.

## Histoire
L'État a été créé le 3 février 1976 d'une division de l'État du Centre-Est. Il tire son nom de la rivière Imo qui coule le long de la frontière orientale de l'État. Cette même rivière tire elle-même son nom d'une famille illustre du Nigeria qui étaient les chefs des territoires faisant partie de l'État d'Imo avant la ratification d'un gouvernement plus formel .
L'État d'Imo a été créé à Ngwoma et les réunions pour la création de l'État ont commencé après la guerre du Biafra ont été présidéespar l'Eze S. E. Onukogu,. En 1991, une partie en est séparée pour former le nouvel État d'Abia et une autre pour faire partie de l'État d'Ebonyi.
La capitale de l'État est Owerri et son surnom d'État est le « Eastern Heartland ».

## Géographie

### Physique
Imo est bordé par les États de Rivers au sud-ouest, d'Anambra au nord-ouest et d'Abia à l'est, L'État se situe entre les latitudes 4°45'N et 7°15'N et la longitude 6°50'E et 7°25'E avec une superficie d'environ 5 100 km2.
Les principales villes, outre la capitale Owerri, sont Okigwe, Orlu, Oguta, Nkwerre et Mbaise (en).

### Climatique
La saison des pluies commence en avril et dure jusqu'en octobre, avec des précipitations annuelles variant de 1 500 mm à 2 200 mm,. Une température annuelle moyenne supérieure à 20 °C crée une humidité relative annuelle de 75 % avec une humidité atteignant 90% en saison des pluies.
La saison sèche connaît deux mois d'harmattan de fin décembre à fin février. Les mois les plus chauds se situent entre janvier et mars,,. Avec une forte densité de population et une agriculture excessive, le sol s'est dégradé et une grande partie de la végétation indigène a disparu. Cette déforestation a déclenché une érosion des sols qui est aggravée par de fortes pluies saisonnières qui ont entraîné la destruction de maisons et de routes,.

## Divisions
L'État d'Imo est divisé en 27 zones de gouvernement local : Aboh Mbaise, Ahiazu Mbaise, Ehime-Mbano, Ezinihitte, Ideato North, Ideato South, Ihitte-Uboma, Ikeduru, Isiala-Mbano, Isu, Mbatoli, Ngor-Okpala, Njaba, Nkwerre, Nwangele, Obowo, Oguta, Ohaji-Egbema, Okigwe, Orlu, Orsu, Oru East, Oru West, Owerri Municipal, Owerri North, Owerri West et Unuimo.

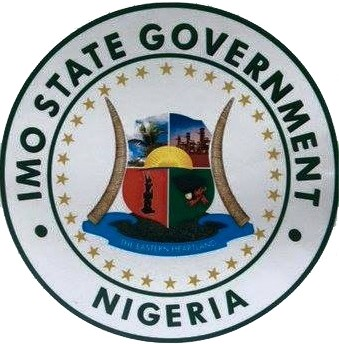
Blason du gouvernement de l'Etat d'Imo

## Politique
L'État est dirigé par un gouverneur, élu pour quatre ans. Depuis le 15 janvier 2020, la fonction est occupée par Hope Uzodinma, du Congrès des progressistes (APC).

## Économie

### Ressources naturelles
L'État d'Imo possède plusieurs ressources naturelles importantes économiquement, dont le pétrole brut, le gaz naturel, le plomb, le carbonate de calcium, l'énergie solaire et éolienne, le zinc,.
Il dispose d'une flore importante comprenant l'iroko, l'acajou, l'obèche, le bambou, l'hévéa et le palmier à huile. De plus, de l'argile blanche, du sable fin et du calcaire se trouvent dans l'état.

### Agriculture
L'agriculture est la principale activité économique, mais en raison de la surexploitation et de la forte densité de population, le sol s'est considérablement dégradé. Difficultés financières avec offres de crédits insuffisantes, faibles investissements en capital, utilisation d'outils rudimentaires pour n'en citer que quelques-uns, l'agriculture connaît des difficultés dans cet état,. Le secteur agricole de l'État d'Imo a besoin de l'intervention du gouvernement de l'État et d'autres grandes entreprises privées.

### Exploration pétrolière et gazière
Il y a plus de 163 puits de pétrole à plus de 12 endroits différents dans l'État. Les principales compagnies pétrolières opérant dans l'État sont Addax Petroleum, Chevron (entreprise), Shell et Agip. Certains des conseils gouvernementaux locaux riches en pétrole établis comprennent Ohaji/Egbema, Oguta, Oru Est, Iho, Oru Ouest, Obowo et Ngor Okpala.

### Industries en développement
De nombreuses opportunités d'investissement existent dans l'État d'Imo, notamment l'exploration pétrolière et gazière, les usines chimiques, les brasseries, les centrales hydroélectriques, les centrales électriques au gaz, les moulins à grains, la production d'amidon, les noix de cajou, la production de concentrés de jus de fruits et de légumes, les usines de traitement de graines multi-huiles intégrées, de la céramique, du transport fluvial et de l'industrie de la palme.
Par exemple; le brasseur Heineken, par l'intermédiaire de sa filiale Nigerian Breweries, détient des investissements importants dans l'État d'Imo. La société gère la brasserie Awo-omamma qui dispose d'une usine à plusieurs lignes.
De nombreux investissements pétroliers et gaziers sont en cours de réflexion. Le gouvernement fédéral a été appelé à inspecter les zones riches en pétrole récemment découvertes, ce qui pourrait favoriser le développement économique et la création d'emplois. Les parcs industriels et les zones de transformation pour exploiter les produits agricoles et minéraux donneraient une impulsion majeure à la croissance économique et à l'industrialisation de l'État. Le lac Oguta, le Palm Beach Holiday Resort à Awo-omamma et une foule d'autres sites touristiques le long des rives de la rivière Njaba, longue de 26 km, présentent des points importants pour le tourisme.

## Culture

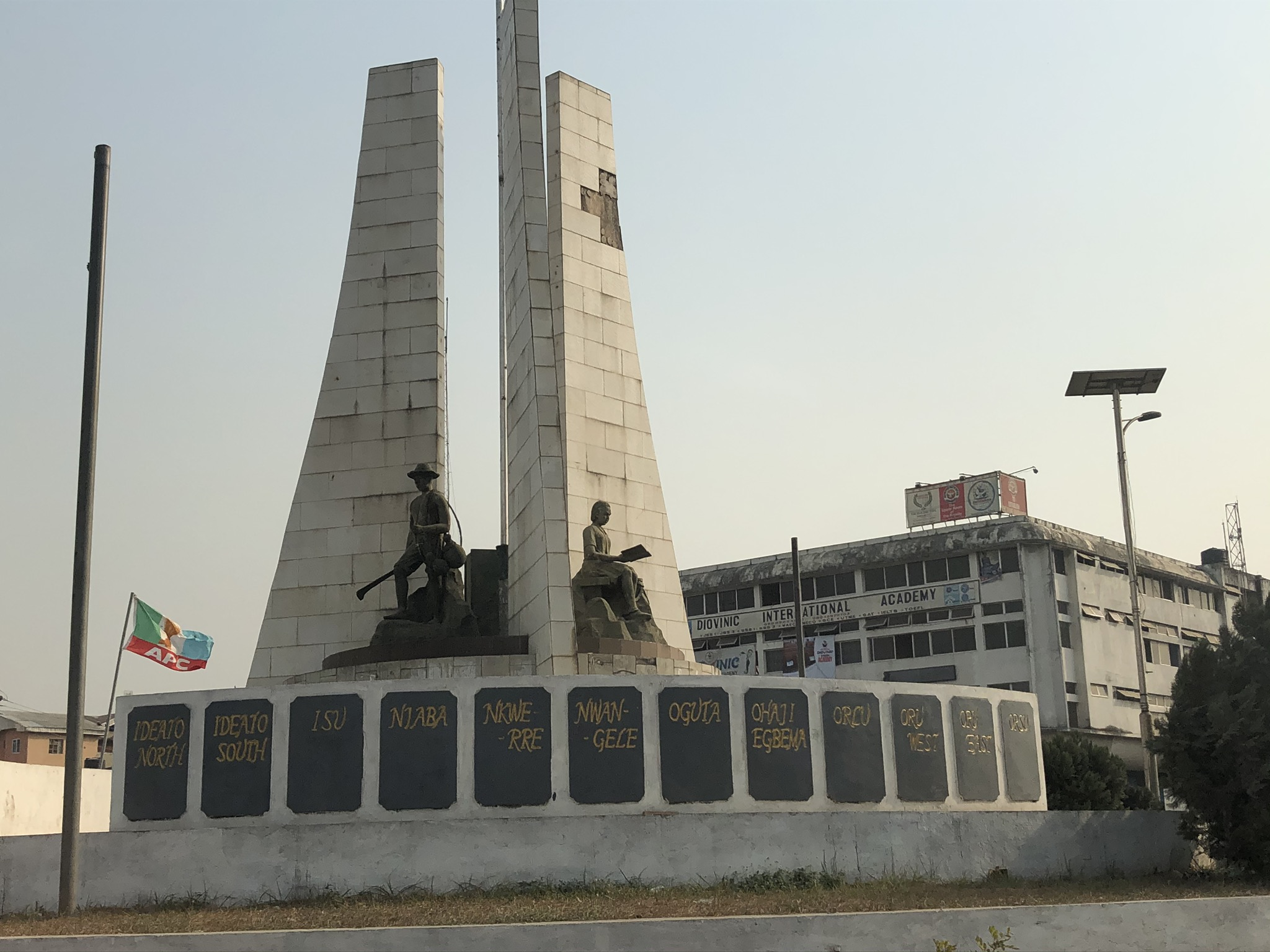
Attraction touristique les Statues de l'Etat d'Imo

Imo est un des États du Nigeria qui se distinguent par leur uniformité linguistique, l'Igbo étant la langue commune de tous ses habitants.

## Personnalités
- Benjamin Anyene (1951-2019), médecin spécialiste des réformes de la santé publique et de la vaccination.
- Area Scatter, interprète transformiste